# Бэл-Харбор (Флорида)
Бэл-Харбор (англ. Bal Harbour) — деревня в округе Майами-Дейд, штат Флорида, США. По данным Переписи населения США 2010 года в деревне проживало 2513 человек.
Изначально деревню хотели назвать Бэй-Харбор. Однако, комитет по планированию посчитал, что это не будет уместно для города, который находится на пляже. Название было придумано так, чтобы охватить деревню, которая простиралась от залива до Атлантического океана. Буква «B» была взята из слова «Bay» (залив) , а буквы «A» и «L» — из названия «Atlantic» (атлантический). Отсюда и возникло слово «Bal».
В 1940 году началась Вторая Мировая война, и все планы по благоустройству были отложены. В качестве жеста доброй воли правительству Роберт Грэм сдал землю в аренду военно-воздушному корпусу Соединенных Штатов за 1 доллар в год. Авиакорпус использовал эту землю для обучения своих солдат и создал лагерь военнопленных. Территория на берегу океана использовалась в качестве стрельбища, а казармы располагались на западной стороне Коллинз-Авеню. Лагерь для заключенных располагался там, где сейчас находится Торговый центр Бэл-Харбор.
В 1956 году была построена нынешняя Сельская ратуша. В 1956 году был построен отель «Americana». В 1980 году он стал отелем «Sheraton». 18 ноября 2007 года его снесли в процессе строительства комплекса многоквартирных домов и роскошного отеля в Сент-Реджис. в 1959 году пляж Бэл-Харбор был отремонтирован из-за сильной эрозии.
В 1965 году, семьей Уитмен был построен Торговый центр Бэл-Харбор. Стэнли Уитмен был одним из учредителей, который жил со своей семьей в казарменных апартаментах. В 1971 году пляж Бэл-Харбор начал крупный проект реновации. В 1984 году жителям эксклюзивного района в Бэл-Харбор были успешно поданы иски в суд, чтобы снять пункт, запрещающий евреям и чернокожим владеть там собственностью.
В 2008 году открылась Новая Гавань Регент-бэл, ставшая северными воротами в деревню. В 2012 году последний неосвоенный пляжный клуб на берегу океана был продан за 220 миллионов долларов, чтобы освободить место для ультра-роскошной Oceana в Бэл-Харборе.
В 2014 году в деревне открывается отель «Ritz-Carlton».
В 2015 году в прессе появилось сообщение о том, что полиция Бэл-Харбора и шериф округа Глейдс создали гигантскую схему отмывания денег, но все это закончилось, когда федеральные следователи и газета The Miami Herald провели расследование.
По состоянию на 2000 год носители английского как первого языка составляли 58,29% жителей, в то время как носители испанского языка составляли 35,14%, польского — 2,63%, французского — 2,13%, португальского — 0,99%, а русского — 0,82% населения.